# Bugarach
Bugarach (Bugarag in occitano) è un comune francese di 225 abitanti situato nel dipartimento dell'Aude, nella regione dell'Occitania.

## Geografia fisica
Il piccolo abitato è situato in una zona a ridosso della catena prepirenaica dei Corbières, a poca distanza dal ben noto Pic de Bugarach che costituisce la vetta più alta dell'area e domina la zona del villaggio.

## Economia

### Turismo
Il luogo è noto per le leggende, tramandate oralmente, secondo le quali in tale luogo sarebbe custodito il Sacro Graal. Tali leggende hanno fatto incrementare il turismo, portando a soggiornarvi personaggi quali Victor Hugo, Claude Debussy, Jules Verne e più recentemente Steven Spielberg. Tale notorietà nell'ambito dell'esoterismo ha prodotto un sensibile aumento del prezzo delle case.

## Al riparo dalla fine del mondo
Secondo alcune profezie Bugarach sarebbe stato l'unico luogo, insieme a Angrogna, comune situato sulle Alpi italiane, che avrebbe risparmiato chi vi avesse dimorato nell'apocalisse del 2012.
A causa di ciò circa 10.000 persone hanno tentato di acquistare una casa, così che queste hanno raggiunto prezzi esorbitanti con conseguenze negative per l'economia locale che ruota attorno alla pastorizia e all'allevamento dal momento che i pastori ormai non possono più permettersi di comprare i terreni. Inoltre il borgo è stato invaso da venditori ambulanti di amuleti e simboli esoterici che turbano la quiete cittadina.

## Società

### Evoluzione demografica
Abitanti censiti